# Pristimantis nyctophylax
Pristimantis nyctophylax là một loài ếch trong họ family Strabomantidae. Nó là loài đặc hữu của Ecuador. Môi trường sống tự nhiên của chúng là subtropical hoặc tropical moist montane forests. Loài này đang bị đe dọa do mất môi trường sống.